# Campionati europei di beach volley 2021
I Campionati europei di beach volley 2021 si sono svolti dall'11 al 15 agosto 2021 al Wiener Eislaufverein a Vienna in Austria.

## Podi

### Uomini
| Evento                     | Oro                                 | Argento                                 | Bronzo                              |
| Torneo maschile (dettagli) | Norvegia Anders Mol Christian Sørum | Polonia Stefan Boermans Yorick de Groot | Polonia Piotr Kantor Bartosz Łosiak |

### Donne
| Evento                      | Oro                                   | Argento                             | Bronzo                           |
| Torneo femminile (dettagli) | Svizzera Nina Betschart Tanja Hüberli | Paesi Bassi Katja Stam Raïsa Schoon | Germania Karla Borger Julia Sude |